# Абрам (Румыния)
Абрам (рум. Abram, венг. Érábrány) — коммуна Румынии, в жудеце Бихор.
Расположена на расстоянии 430 км северо-западнее Бухареста, 44 км северо-восточнее Орадя и 110 км северо-западнее Клуж-Напока.
Занимает площадь в 67,67 км². Население 2808 жителей (2011 год).

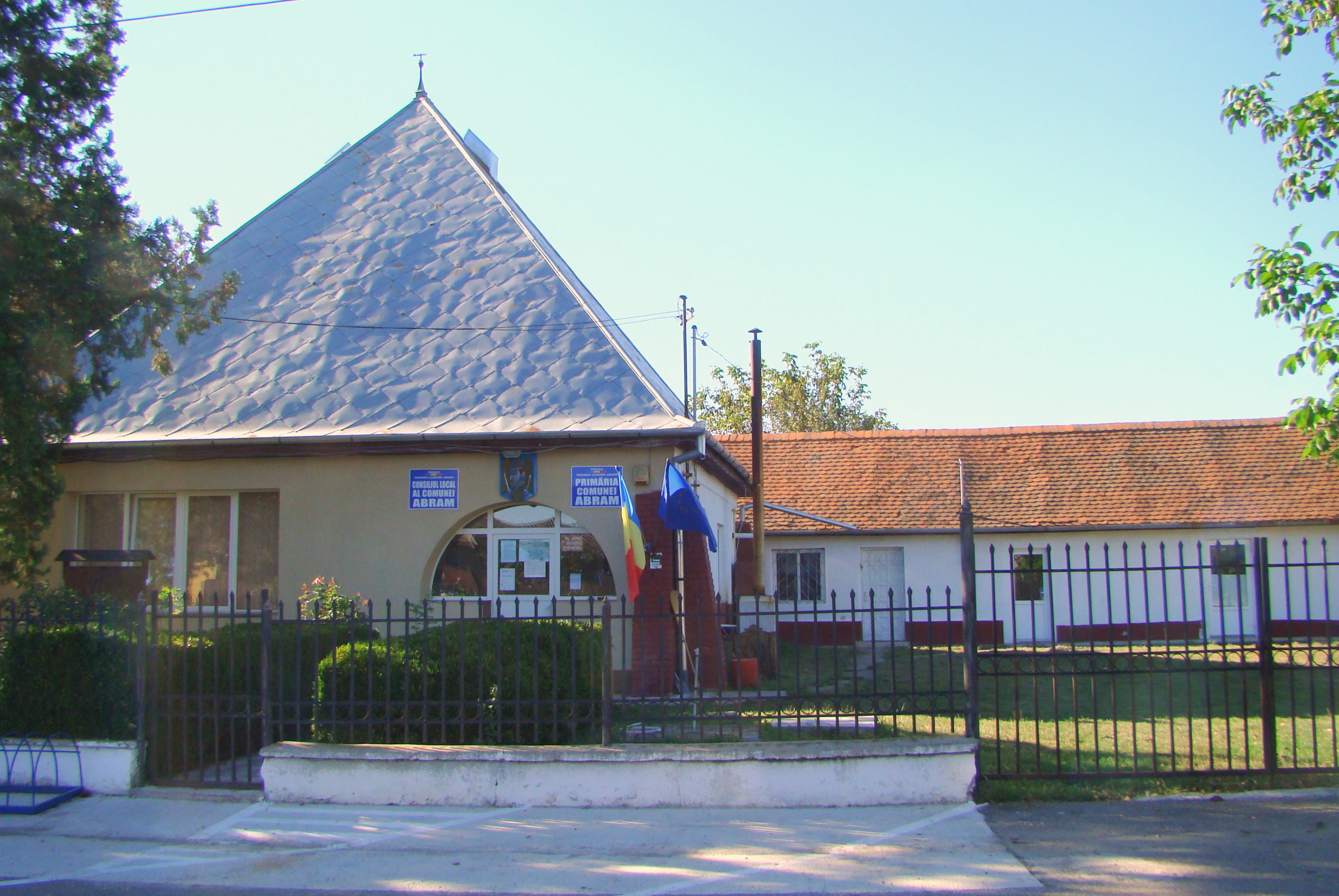
Здание администрации

В состав коммуны входят следующие села (данные о населении за 2002 год):
- Итеу-Ноу (162 человека)
- Итеу (361 человек)
- Абрам (970 человек) — административный центр коммуны
- Дижир (344 человека)
- Кохань (128 человек)
- Маргине (574 человека)
- Сату-Барбе (300 человек)
- Суюг (507 человек)

## История
В официальных документах впервые упоминается в 1291 году как Villa Abram.

## Достопримечательности
- Деревянная церковь «Святых Архангелов Михаила и Гавриила» в селе Маргине, построенная в 1700 году, памятник истории.
- Церковь бывшего премонстратского монастыря (ныне реформатская церковь) в Абраме, здание 13 века, исторический памятник